# Scenopoeetes
Scenopoeetes is een geslacht van zangvogels uit de familie prieelvogels (Ptilonorhynchidae).

## Soorten
Het geslacht kent de volgende soort:
- Scenopoeetes dentirostris – Bruine katvogel